# Incas de Vilcabamba
Os incas de Vilcabamba foram os quatro monarcas sucessores de Atahualpa, legítimos herdeiros de Huayna Cápac, que enfrentaram o desmantelamento do Império Inca pelos invasores espanhóis e seus aliados indígenas, que formaram a resistência da elite de Cuzco governando sobre um reduzido, mas influente Estado inca frequentemente chamado de Império Neo- Inca de Vilcabamba entre 1537 e 1572 - um território com poder efetivo que correspondia aproximadamente ao do atual departamento peruano de Cuzco a leste da cidade de Cuzco, que após o cerco de Cuzco passou a ser controlado pelos conquistadores espanhóis - e que em alguns casos estabeleceram negociações com as primeiras autoridades espanholas do antigo Peru.
Os Sapas Incas de Vilacabamba foram:
- Manco Inca Yupanqui
- Sayri Túpac Inca
- Titu Cusi Yupanqui
- Túpac Amaru

## Antecedentes
Depois que Atahualpa foi executado em Cajamarca, Peru, representantes de várias nações andinas se reuniram com os conquistadores espanhóis e seu líder Francisco Pizarro para oferecer-lhes sua aliança contra o Império Inca. Assim, os rebeldes Cañaris (do Equador) e a Confederação Huanca (do planalto central peruano), reafirmaram sua independência dos Incas, que já haviam enfrentado pela liberdade em diferentes revoltas no passado. Além disso, essas nações se opunham especialmente ao lado de Atahualpa pelas atrocidades que teria cometido contra suas populações durante a guerra civil inca, de acordo com as crônicas da conquista do Peru.
Somada a esta situação de levante geral estava a presença de três exércitos incas do lado de Atahualpa, distribuídos em diferentes regiões do império. Eles eram liderados pelos generais Rumiñahui, Calcuchímac e Quizquiz e não eram populares entre as populações andinas. A situação política nos Andes naquela época era incomumente complicada e até hoje difícil de desvendar, mas claramente explosiva.Foi por isso que os espanhóis se viram na necessidade de manter a instituição imperial inca para "ordenar" a situação que tinham criado e legitimar sua presença nos Andes Centrais (todos os cronistas falam da sensação de medo dos conquistadores nesse momento). Assim nomearam como Sapa Inca provisório a um irmão de Atahualpa, o jovem Toparpa mas este morreu envenenado por Chalcuchímac, pouco tempo depois durante a marcha que Pizarro, seus homens e seus novos aliados andinos (chachapoyas, huancas e cañaris, principalmente) empreenderam desde Cajamarca a Cusco.

## Manco Inca e a resistência
É então quando é nomeado Manco Inca, que tinha caído em mãos dos partidários de Hernando Pizarro. Sua intenção pôde ser a restauração do império crendo na aliança com os espanhóis, mas dessa maneira só serviu aos propósitos destes. Recebeu a mascaipacha de mão de Pizarro em 1534 convertendo-se assim em governante. Ao chegar às afueras de Cusco, Manco lutou junto a Diego de Almagro e os capitães dos chachapoyas, huancas e cañaris contra o general Quisquis.
Em abril de 1536 e depois dos saques que caracterizaram a tomada do Cusco, Manco Inca se enfrentou abertamente aos espanhóis por suas demandas constantes de ouro e prata e sua intolerância com as crenças e instituições locais. Ante esta atitude foi mantido cativo em seu palácio. O inca, após ter prometido a Hernando Pizarro trazer-lhe umas estátuas de ouro maciço, pôde deixar a cidade e dirigiu-se a Yucay onde convocou um grande exército, abrindo três frentes: uma expedição de castigo aos povos huancas do vale de Mantaro (por apoiar a Pizarro e seus homens), outra contra a população de Lima e uma terça e importantíssima contra o Cusco, ao que manteve baixo lugar durante quase um ano, desde a Saqsayhuamán. Foi precisamente em Saqsayhuaman onde se livrou o combate decisivo. A praça foi perdida pelos quechuas.

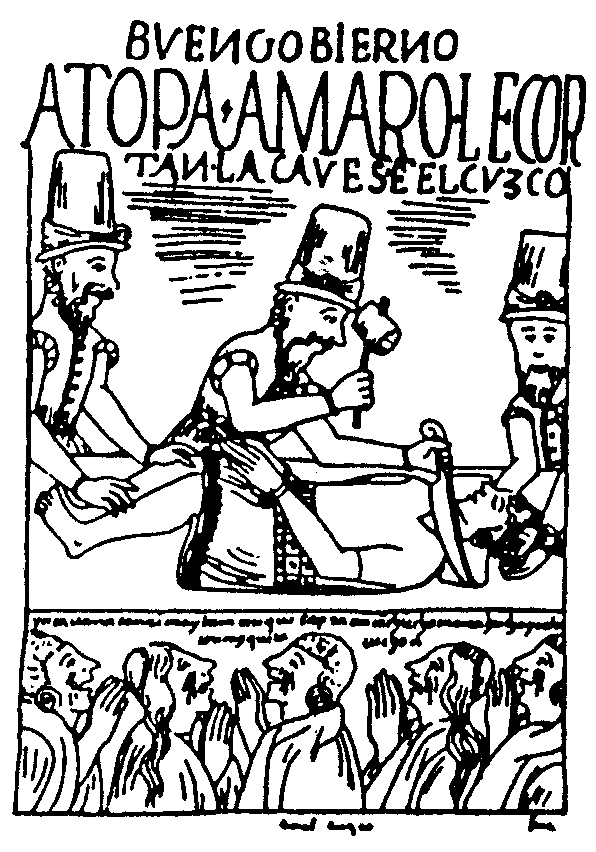
Topa Amaro sendo decapitado em Cusco.
Gravura de Felipe Guamán Poma de Ayala na Primer Nueva coronica e bom Governo.

Manco Inca foi assassinado em 1545 por um almagrista a quem dado um refúgio depois das guerras contra os pizarristas. Os sucessores do Inca continuaram a perseguir os espanhóis, ao mesmo tempo em que iniciaram uma série de negociações com eles para chegar a uma paz definitiva.

## Depois de Manco Inca
Sayri Túpac era filho de Manco Inca e Culchima Caype. Ele era o herdeiro legítimo, e quando Manco Inca morreu ele tomou sua irmã mais velha Cusi Huarcay como sua esposa principal. Sayri Túpac iniciou negociações com o novo governo espanhol, que o colocou contra o resto da elite de Vilcabamba. Ele até deixou seu reino para viajar para Lima, onde foi recebido com honras. Aparentemente, naquela época, Titu Cusi Yupanqui adquiriu o poder de fato e organizou o governo de Vilcabamba. Sayri Túpac, após obter imunidade e propriedade das terras do Vale do Yucay (Vale Sagrado ou Urubamba) construiu um palácio em Yucay, onde morreu alguns anos depois. Ele aceitou o batismo.
Titu Cusi Yupanqui, agora no comando do reino, tomou uma posição guerreira contra os espanhóis. Em 1568, depois de concluídas as negociações com o Tratado de Acobamba, permitiu a entrada de missionários em Vilcabamba. Titu Cusi ditou a um escriba um dos relatos mais importantes preservados do ponto de vista inca da Conquista do Peru. Um confuso incidente com um missionário (Diego de Ortiz) terminou com a doença e morte súbita do rei e o subsequente assassinato em retaliação ao padre.

## Rebelião Tupac Amaru I
O mais novo dos irmãos de Titu Cusi assumiu então o comando: Túpac Amaru — traduzindo do quéchua: Serpente de Fogo—, (conhecido como Túpac Amaru I para diferenciá-lo de José Gabriel Condorcanqui que também tinha o mesmo nome embora no século XVIII, e que também enfrentou os espanhóis). O novo Sapa Inca formou um exército e o colocou sob o comando dos generais Huallpa Yupanqui, Cori Páucar Yauyo e Colla Túpac. Denunciou o Tratado de Acobamba, expulsou os espanhóis de Vilcabamba, fechou suas fronteiras e proclamou que lutava pela restauração de Tahuantinsuyo.
O vice-rei do Peru, Francisco Álvarez de Toledo, quinto governante do Peru hispano (1569–1581), que já tinha recebido de Espanha o "se cumpra" que incluída a bula que autorizava o casal de Quispe Titu, em 20 de julho de 1571, enviou ao dominico Gabriel de Oviedo e ao licenciado García dos Rios a Vilcabamba, para que entregassem os documentos a Túpac Amaru Inca e solucionar o problema de forma pacífica. Esta comissão não foi recebida por Túpac Amaru Inca e teve que voltar ao Cusco. Encontrando-se o virrey no Cusco, enviou a Tilano de Anaya com uma carta amenazante ao Sapa Inca. Ao cruzar a ponte de Chuquichaca, foi morrido pelos leais a Túpac Amaru. Conhecido o facto, o virrey Toledo decidiu terminar as conversas e o concordato com Vilcabamba, enviando uma expedição militar ao comando de Martín García Óñez de Loyola, Martín Hurtado de Arbieto e Juan Álvarez Maldonado, para ocupar  Vilcabamba "a sangue e fogo". Ofereceu à ñusta Beatriz, herdeira das riquezas de seu pai Sayri Túpac, como troféu em casal para quem capturasse ao Inca.
Com a ajuda dos relatos de vários espiões, a expedição espanhola conseguiu contornar as defesas de Vilcabamba, destruir Victos e capturar, após uma longa perseguição, o jovem rei. Assim e após um julgamento sumário na antiga capital do império, Túpac Amaru foi decapitado em maio de 1572.
Com sua morte, a Conquista do Peru terminou oficialmente.

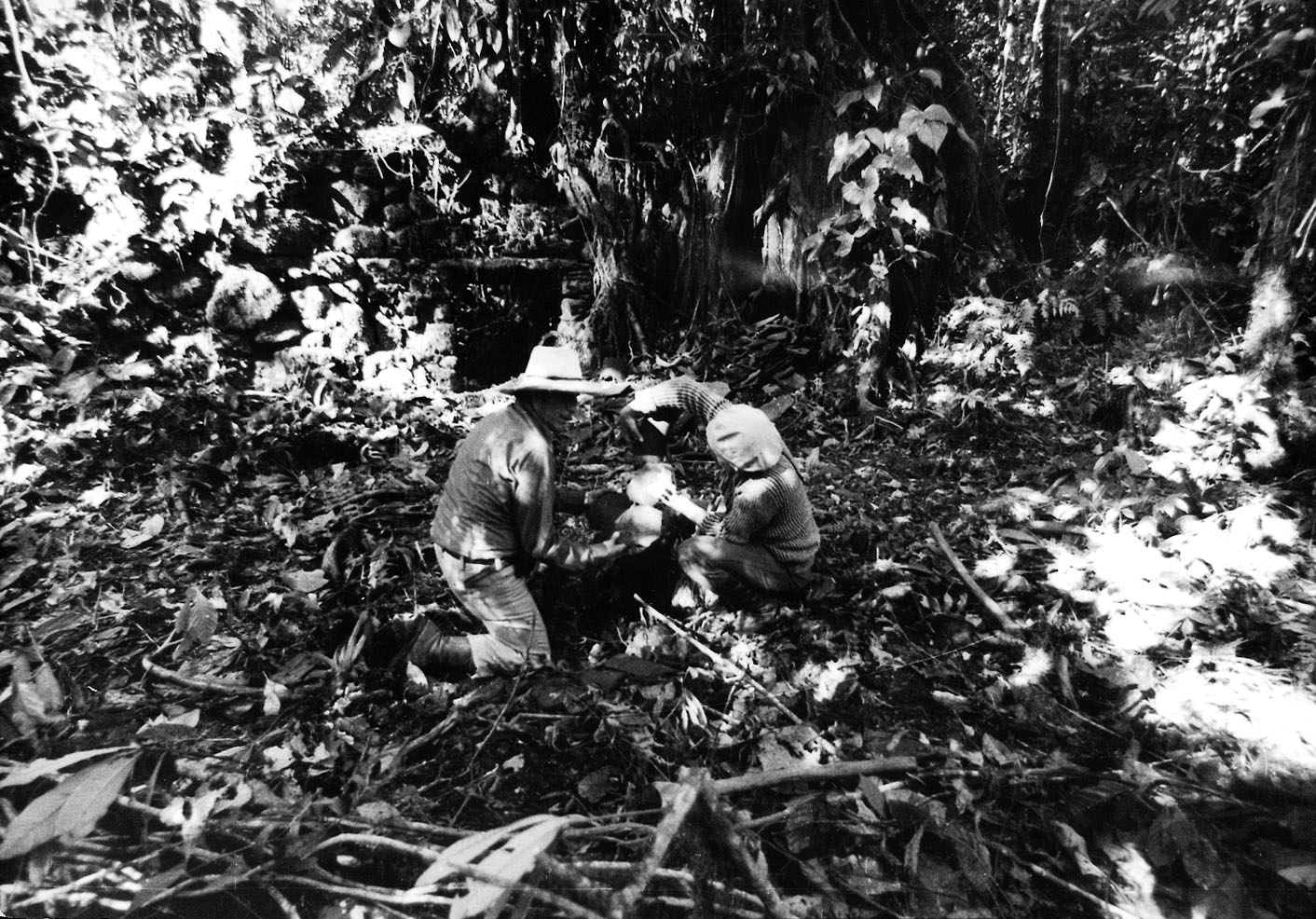
Edmundo Guillén e Elżbieta Dzikowska depois de encontrar as ruínas de Vilcabamba, foto de Tony Halik.